# Tenuicollis tibialis
Tenuicollis tibialis là một loài bọ cánh cứng trong họ Anthicidae. Loài này được Waltl miêu tả khoa học năm 1835.